# Plator bowo
Plator bowo là một loài nhện trong họ Trochanteriidae. Loài này phân bố ở Trung Quốc.